# Список керівників держав 60 року до н. е.

## Європа
- Боспорське царство - Фарнак ІІ, цар (63 до н. е. - 47 до н. е.)
- Дакія - Буребіста, цар (82 до н. е. - 44 до н. е.)
- Ірландія - Конайре Великий, верховний король (110 до н. е. - 40 до н. е.)

- Римська республіка -
  - Квінт Цецилій Метелл, консул  (60 до н. е.)
  - Луцій Афраній, консул (60 до н. е.)

## Азія
- Анурадхапура - Чора Нага, цар (62 до н. е. - 50 до н. е.)
- Велика Вірменія - Тигран ІІ Великий, цар (95 до н. е. - 55 до н. е.)
- Мала Вірменія - Дейотар, цар (63 до н. е. - 47 до н. е.; 44 до н. е. - 42 до н. е.)
- Атропатена - Аріобарзан І, цар (65 до н. е. - 56 до н. е.)
- Іберія - Фарнаваз ІІ, цар (63 до н. е. - 30 до н. е.)
- Індо - грецьке царство -
  - Діонісій, цар (у східному Пенджабі) (65 до н. е. - 55 до н. е.)
  - Гіпострат, цар ( у західному Педжабі) (65 до н. е. - 55 до н. е.)

- Індо - скіфське царство -
  - Мауес, цар (85 до н. е. - 60 до н. е.)
  - Вонон, цар (75 до н. е. - 57 до н. е.)

- Юдея - Йоханан Гіркан ІІ, цар (63 до н. е. - 40 до н. е.)
- Каппадокія - Аріобарзан II Філопатор, цар (63 до н. е.; 62 до н. е. - 51 до н. е.)
- Китай (династія Хань) - Лю Бін'і, імператор (74 до н. е. - 49 до н е.)
- Коммагена - Антіох І, цар (70 до н. е.; 69 до н. е. - 40 до н. е.)
- Махан - Янг, вождь (73 до н. е. - 58 до н. е.)
- Пуйо - 
  - Кодумак, тхандже (108 до н. е. - 60 до н. е.)
  - Комуси, тхандже (60 до н. е. - 58 до н. е.)

- Маґадга (династія Кадва) Бхумімітра, цар (66 до н. е. - 52 до н. е.)
- Набатейське царство - 
  - Ободат ІІ, цар (62 до н. е. - 60 до н. е.; 59 до н. е.)
  - Маліку І, цар (60 до н. е.; 59 до н. е. - 30 до н. е.)

- Осроена - Абгар II, цар (68 до н. е. - 53 до н. е.)
- Парфія - Фраат III, цар (70 до н. е. - 57 до н. е.)
- Понт - Фарнак II, цар (63 до н. е. - 47 до н. е.)
- Царство Сатаваханів - 
  - Ламбодата, махараджа (78 до н. е. - 60 до н. е.)
  - Апілака, махараджа (60 до н. е. - 48 до н. е.)

- Харакена - Тірей ІІ, цар (79 до н. е.; 78 до н. е. - 49 до н. е.; 48 до н. е.)
- Хунну - 
  - Сюйлюй-Цюаньцюй, шаньюй (68 до н. е. - 60 до н. е.)
  - Воянь-Цюйди, шаньюй (60 до н. е. - 58 до н. е.)

- Еліміаїда - Камнаскир V, цар (73 до н. е.; 72 до н. е. - 46 до н. е.)
- Японія - Судзін, імператор (97 до н. е. - 29 до н. е.)

## Африка
- Єгипет - Птолемей XII, цар (80 до н. е. - 58 до н. е.; 55 до н. е. - 51 до н. е.)
- Мавретанія - Мастанесоса, цар (80 до н. е. - 49 до н. е.)
- Куш - 
  - Навидемак, цар (70 до н. е. - 60 до н. е.)
  - Аманіхабле, цар (60 до н. е. - 45 до н. е.)

- Нумідія -
  - Гіємпсал ІІ, цар (88 до н. е. - 60 до н. е.)
  - Юба І, цар (60 до н. е. - 46 до н. е.)